# Quintette pour piano et cordes de Saint-Saëns
Pour les articles homonymes, voir Quintette pour piano et cordes.
Le Quintette pour piano et cordes en la mineur, op. 14, est une œuvre de Camille Saint-Saëns en quatre mouvements pour piano et quatuor à cordes. Datée de 1855, c'est sa première partition importante dans le domaine de la musique de chambre.

## Composition
La première esquisse du Quintette pour piano et cordes op. 14 est datée du 3 septembre 1855. Selon le musicologue Jean Gallois, le jeune compositeur — Saint-Saëns a juste vingt ans — se présente « sous un triple jour : audacieux, novateur, architecte. Et d'une singulière maturité. Car si l'Allemagne aligne en ce domaine maints créateurs d'envergure — de Ries à Schubert et Schumann — la France peut tout au plus citer les seuls noms d'Onslow (1846 et 1849) et de Louise Farrenc (1839 et 1840). Or, pour être un coup d'essai, l'opus 14 n'en est pas moins un coup de maître ».
L'œuvre est dédiée par le compositeur « à [sa] grand'Tante, Madame Masson née Gayard »,.
Parmi les premières exécutions publiques connues du Quintette, on relève le 9 avril 1860, salle Érard, à l'occasion d'un concert consacré aux partitions de Saint-Saëns donné par la Société Armingaud et Ernst Lübeck (nl), puis le 11 avril 1874, avec le compositeur au piano, en compagnie d'Antoine Taudou, Léon Desjardins, Lucien Lefort et Hippolyte Rabaud.

## Présentation

### Mouvements
L'œuvre est en quatre mouvements :
1. Allegro moderato e maestoso en la mineur, à quatre temps (noté ), 262 mesures ;
2. Andante sostenuto, à 
, 155 mesures ;
3. Presto, à 
, 257 mesures ;
4. Allegro assai ma tranquillo en la majeur, à quatre temps (noté ), 309 mesures.

### Édition
La partition est publiée par J. Maho en 1865.
Le Quintette porte le numéro d'opus 14 et, dans le catalogue des œuvres du compositeur établi par la musicologue Sabina Teller Ratner, le numéro 109.

## Analyse

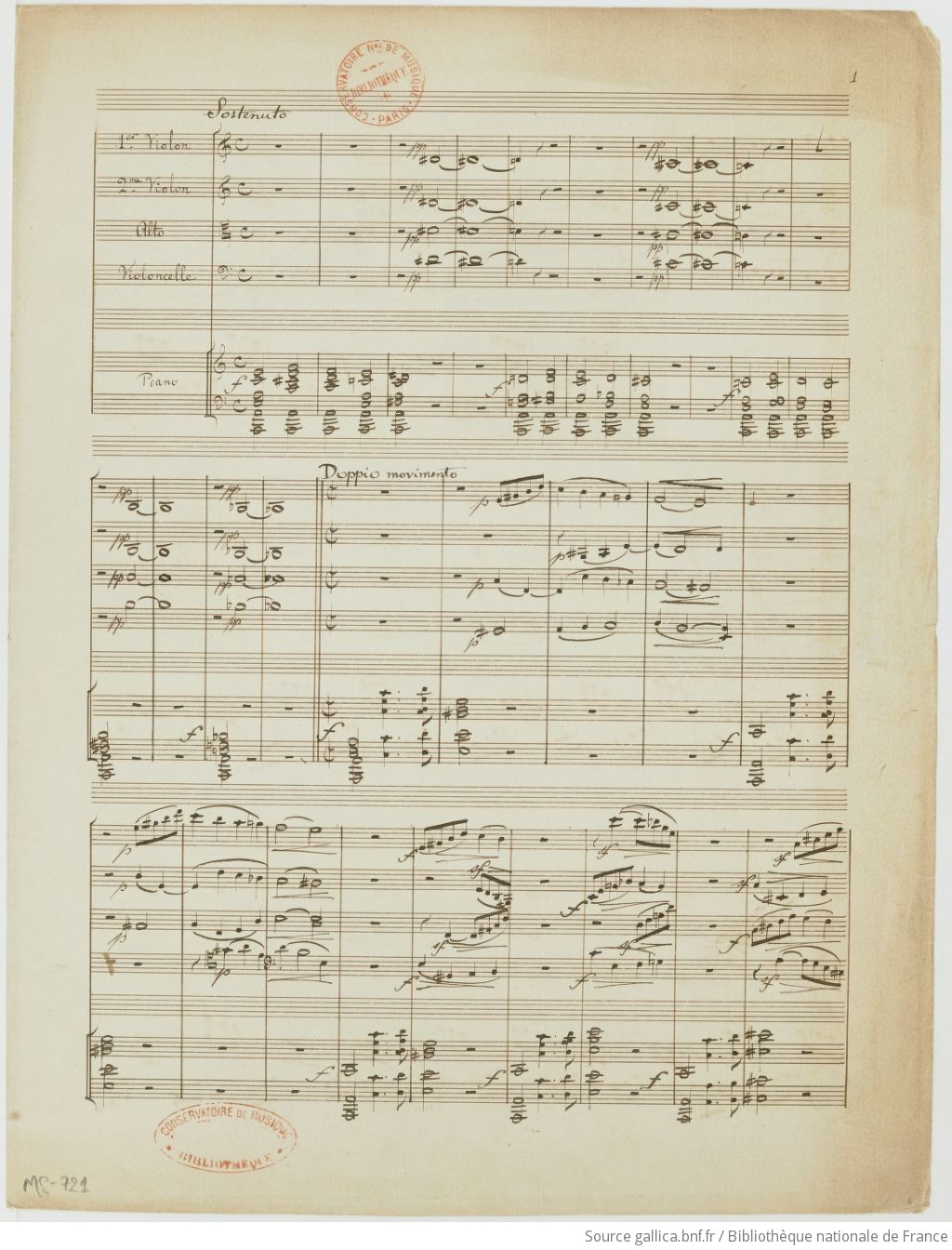
Début du 1er mouvement, manuscrit autographe.

Antoine Goléa considère Saint-Saëns, avec Fauré, comme les « sauveteurs de la musique française au XIXe siècle ». Que le Quintette pour piano et cordes op. 14, partition de jeunesse, fasse partie des œuvres « moins jouées de nos jours n'enlève rien à leur importance fondamentale d'avoir ouvert, pour la France, un chemin nouveau : celui de la musique pure ».
Parmi les premières pièces d'une œuvre « considérable et d'une variété, d'une diversité déconcertantes », René Dumesnil relève le Quintette de Saint-Saëns « où l'on peut trouver déjà mieux que des promesses ».
Jean-Luc Caron et Gérard Denizeau relatent que « l'œuvre frappe de stupeur ses premiers auditeurs, tant elle semble témoigner d'un talent dont on serait alors bien en peine de trouver l'équivalent en France. Pour cette formation à peu près inédite, au moins dans la capitale française, le tout jeune musicien a écrit une partition qui, signalée par la solennité de son exorde, met déjà en exergue ce principe de voyage cyclique des thèmes auquel César Franck assurera, un peu plus tard, une glorieuse postérité ».
Pour Émile Baumann, « le Quintette avec piano fait preuve d'une maturité singulière pour un premier essai. Au lieu de copier Beethoven, Saint-Saëns lui emprunte simplement (ainsi qu'à Mendelssohn) ici et là un rythme ou une sorte de groupe de notes rapide. Il a déjà acquis une telle aisance dans l'écriture que sa compétence technique ne vient jamais atténuer la fraîcheur de son imagination. [...] À quelques exceptions près, l'équilibre entre la sévérité et les effets brillants est strictement observé ».
Le musicographe souligne que dès le début de l'œuvre, Allegro moderato e maestoso, « il est évident que le mouvement est inspiré par la recherche constante d'une forme noble ». Il relève notamment, au milieu du premier mouvement, « une phrase dans le mode majeur [qui] pourrait être décrite comme la quintessence de la jeunesse, franche, assurée et calme ». Dans l'Andante sostenuto, Baumann note au piano le « large motif liturgique » qui ouvre le deuxième mouvement, puis « l'entrée des cordes en sourdine sans accompagnement, le frémissement des doubles croches dans les arpèges légers du piano et le rugissement des violons dans le crescendo jusqu'à ce qu'ils atteignent le point culminant », soulignant la « liberté d'équilibre et un sens des valeurs sonores profondément modernes ». Le mouvement suivant, Presto, est « l'un des premiers cas d'atmosphère fantastique propre à Saint-Saëns ». Enfin, dans le finale, Allegro assai ma tranquillo, « pendant cinquante-huit mesures, seuls les instruments à cordes construisent un ensemble fugué ».

## Discographie
- Groupe instrumental de Paris : Jean Laforge (piano), Lionel Gali et Michel Noel (violons), Bruno Pasquier (alto) et Robert Bex (violoncelle) (1970, LP EMI/La Voix de son Maitre 2C06310980) (OCLC 35257406) ;
- Ensemble Musique oblique (avril 1993, Harmonia Mundi) (OCLC 833448218) ;
- Nash Ensemble (juillet 2004, 2CD Hyperion CDA67431/32) (OCLC 879628829) ;
- Bruno Rigutto (piano), Jean-Pierre Wallez et Yoé Miyazaki (violons), Bruno Pasquier (alto) et Henri Demarquette (violoncelle) (15 décembre 2014, 3CD P&Y 2PYM01) — avec les Quintettes no 1, op.7 et no 2, op. 68 de Charles-Marie Widor, le Quintette de César Franck et le Quintette, op. 42 de Louis Vierne ;
- Andrea Lucchesini, piano ; Quartetto di Cremona : Cristiano Gualco et Paolo Andreoli, violons ; Simone Gramaglia, alto ; Giovanni Scaglione, violoncelle ; Andrea Lumachi, contrebasse (III. Presto) (mars 2016, Audite 97.728) (OCLC 1003149734) — avec le Quatuor à cordes no 1, op. 112.
- Guillaume Bellom (piano) et le quatuor Girard (22 mars 2018, enregistrement public à la fondation Singer-Polignac, B Records) — avec le Quatuor à cordes no 1, op.112